# Days of Heaven
Days of Heaven (Días del cielo o Días de gloria) es una película estadounidense de los géneros drama y romance estrenada en 1978, escrita y dirigida por Terrence Malick y protagonizada por Richard Gere, Brooke Adams, Sam Shepard y Linda Manz.
La película, contada en voz en off por el personaje de Linda, cuenta la historia de un triángulo amoroso entre Abby, un terrateniente rico con el que Abby se casó, y su novio, quien le animó a casarse para así conseguir su fortuna.
Con esta película Malick ahonda en su estilo, al mismo tiempo que se aleja por completo de los cánones comerciales, lo que lo convierte en uno de los máximos representantes del cine independiente norteamericano.[cita requerida]
En 2007, la película fue considerada «cultural, histórica y estéticamente significativa» por la Biblioteca del Congreso de Estados Unidos y seleccionada para su preservación en el National Film Registry.

## Trama
En 1916, un joven muchacho de nombre Bill (Richard Gere) trabaja como obrero molino en la ciudad de Chicago. Bill tiene una fuerte discusión con su capataz (Stuart Margolin) al quien terminan matando inintencionadamente. Para no terminar en la cárcel Bill huye de Chicago con su hermana Linda (Linda Manz) y su novia Abby (Brooke Adams) viajan al Mango de Texas para trabajar cosechando cultivos para un terrateniente rico. Con el fin de evitar chismes, Bill y Abby se hacen pasar por hermanos.
Tras oír que el terrateniente joven (Sam Shepard) padece de una enfermedad que acabará con su vida en el plazo de un año, Bill convence a Abby para que se case con el terrateniente y aprovecharse así de su fortuna. Abby y el rico granjero se casan, pero el plan de Bill no sale como lo había planeado porque la salud del granjero no parece empeorar y Abby parece estar enamorándose del granjero. El granjero comienza a sospechar que Bill y Abby no son hermanos sino amantes. Luego de que una plaga de langostas y un incendio devasten la cosecha, el granjero, enfurecido, intenta matar a Bill con un revólver, pero Bill logra defenderse y mata al granjero con un destornillador. Después del homicidio, Bill, Abby y Linda vuelven a escapar. El capataz y la policía organizan la búsqueda del trío y la policía logra matar a Bill en el enfrentamiento. Abby hereda el dinero del granjero y deja a Linda en un internado. Abby deja el pueblo abordando un tren repleto de soldados que van a la Gran Guerra. Linda se escapa del internado con un chico que conoció en la granja.

## Reparto
- Richard Gere - Bill
- Brooke Adams - Abby
- Sam Shepard - granjero
- Linda Manz - Linda
- Robert J. Wilke - capataz de la granja
- Jackie Shultis - amiga de Linda
- Stuart Margolin - capataz del molino
- Timothy Scott - bracero
- Gene Bell - bailarín
- Doug Kershaw - violinista
- Richard Libertini - primera figura del voldevil

## Premios
En el Festival de Cannes de 1979, Malick recibió el premio a al mejor director.
En la 51.ª entrega de los Premios Óscar en 1979, la película ganó el Óscar por mejor fotografía (Néstor Almendros) y estuvo nominada a cuatro premios, incluidos el de mejor vestuario, mejor banda sonora original y mejor sonido.